# Krez
Krez (grč. Κροῖσος; Croesus) (595. - oko 547. pr. Kr.) je bio kralj Lidije od 561. pr. Kr. do poraza protiv Perzijanaca oko 547. pr. Kr. Pad Lidije bio je važan za grčki svijet budući kako je nakon toga došlo do sukoba Jonije i Perzijskog Carstva; odnosno jonskog ustanka te konačno grčko-perzijskih ratova. Povjesničari Pauzanije i Herodot spominju njegovo veliko bogatstvo, odnosno njegove bogate darove svetištu u Delfima. Oko Kreza vežu se brojne legende; u grčkom i perzijskom svijetu njegovo ime postalo je sinonim za bogata čovjeka, pa čak i danas postoji uzrečica „Bogat kao Krez“.
Lidijski kralj Krez bio je šogor medijskog kralja Astijaga, pa je u političkom prevratu među dvjema iranskim dinastijama (Medijaca i Perzijanaca) vidio priliku za proširenje svog Lidijskog Carstva. Herodot izvještava kako je Krez tada zatražio savjet od proročišta u Delfima i Amfiaraosu.  Oba proročišta složila su se da će, ako povede trupe protiv Perzijskog Carstva, Krez uništiti veliko carstvo.  Uvjeren u pobjedu, Krez kreće u boj.  Ipak, perzijski vladar Kir Veliki u bitci kod Pterije brani carstvo od napadača te nastavlja rat protiv Lidijaca sve do konačnog osvajanja lidijskog glavnog grada Sarda, čime Lidijsko Carstvo prestaje postojati.  Krezovi postupci tako sami dovode do ispunjenja proročanstva, jer u konačnici uništavaju veliko carstvo, njegovo.
Krez je zarobljen, no Kir ga daje poštedjeti te ga uzima za svog osobnog savjetnika na kraljevskom dvoru. Prema jednoj od legendi, kada je Kir Veliki zarobio Kreza, osudio ga je na smrt spaljivanjem na lomači. Nakon što je vatra zapaljena Krez je počeo izgovarati ime „Solon“, na što je Kir upitao Kreza koga to spominje, a ovaj mu je objasnio kako je mudrac Solon dolazio ka njemu i govorio mu da se za nikoga do smrti ne može reći da je bio sretan u životu, upozoravajući pritom na promjenjivost sreće. Kir ga je nakon toga poštedio, i uzeo kao osobnog savjetnika.

## Poveznice
- Lidija
- Bitka kod Pterije
- Bitka kod Timbre
- Perzijsko Carstvo
- Kir Veliki

## Vanjske poveznice
- Perseus Project: Herodotovi zapisi o Krezu (1.6-94)
- Carlos Parada: Krezov život (Homepage.mac.com)
- Krez (Livius.org, Jona Lendering)  Arhivirana inačica izvorne stranice od 29. lipnja 2011. (Wayback Machine)